# Vega de Alatorre
Vega de Alatorre es una localidad del estado mexicano de Veracruz. Es cabecera del municipio de Vega de Alatorre.

## Demografía
| Censo | Población |
| ----- | --------- |
| 1900  | 508       |
| 1910  | 803       |
| 1921  | 709       |
| 1930  | 697       |
| 1940  | 1055      |
| 1950  | 1528      |
| 1960  | 2068      |
| 1970  | 2535      |
| 1980  | 4241      |
| 1990  | 6176      |
| 1995  | 6492      |
| 2000  | 6567      |
| 2005  | 7097      |
| 2010  | 7653      |
| 2020  | 7578      |